# Edo Kayembe
Edo Kayembe (sinh 3 tháng 8 năm 1998) là một cầu thủ bóng đá chuyên nghiệp người CHDC Congo hiện đang thi đấu ở vị trí tiền vệ cho câu lạc bộ Watford tại EFL Championship và đội tuyển bóng đá quốc gia CHDC Congo.

## Sự nghiệp chuyên nghiệp
Kayembe ký hợp đồng chuyên nghiệp đầu tiên ngày 22 tháng 11 năm 2016 cùng với R.S.C. Anderlecht trong 4,5 năm, gia nhập từ câu lạc bộ Congo Sharks XI FC. Anh ra mắt chuyên nghiệp cho Anderlecht trong chiến thắng 1-0 tại Belgian First Division A trước K.A.S. Eupen ngày 22 tháng 12 năm 2017.

## Sự nghiệp quốc tế
Kayembe được triệu tập vào U-20 Cộng hòa Dân chủ Congo cho Jeux de la Francophonie 2017, nhưng cuối cùng không được tham dự giải đấu.

## Thống kê sự nghiệp
Tính đến ngày 23 tháng 2 năm 2020
| Câu lạc bộ          | Mùa giải            | Giải đấu                 | Giải đấu | Giải đấu | Cúp quốc gia | Cúp quốc gia | Châu Âu | Châu Âu | Khác | Khác | Tổng cộng | Tổng cộng |
| Câu lạc bộ          | Mùa giải            | Hạng                     | Trận     | Bàn      | Trận         | Bàn          | Trận    | Bàn     | Trận | Bàn  | Trận      | Bàn       |
| ------------------- | ------------------- | ------------------------ | -------- | -------- | ------------ | ------------ | ------- | ------- | ---- | ---- | --------- | --------- |
| Anderlecht          | 2017–18             | Belgian First Division A | 1        | 0        | 0            | 0            | 0       | 0       | 0    | 0    | 1         | 0         |
| Anderlecht          | 2018–19             | Belgian First Division A | 12       | 0        | 1            | 0            | 2       | 0       | —    | —    | 15        | 0         |
| Anderlecht          | 2019–20             | Belgian First Division A | 17       | 0        | 3            | 0            | —       | —       | —    | —    | 20        | 0         |
| Tổng cộng sự nghiệp | Tổng cộng sự nghiệp | Tổng cộng sự nghiệp      | 30       | 0        | 4            | 0            | 2       | 0       | —    | —    | 36        | 0         |

### Bàn thắng quốc tế
Bàn thắng và kết quả của CHDC Congo được để trước.
| #  | Ngày                | Địa điểm                                               | Đối thủ      | Bàn thắng | Kết quả | Giải đấu                            |
| -- | ------------------- | ------------------------------------------------------ | ------------ | --------- | ------- | ----------------------------------- |
| 1. | 27 tháng 9 năm 2022 | Sân vận động Père Jégo, Casablanca, Maroc              | Sierra Leone | 2–0       | 3–0     | Giao hữu                            |
| 2. | 6 tháng 9 năm 2024  | Sân vận động Martyrs, Kinshasa, Cộng hòa Dân chủ Congo | Guinée       | 1–0       | 1–0     | Vòng loại Cúp bóng đá châu Phi 2025 |